# Nummela
Nummela är den största tätorten och administrativt centrum i Vichtis kommun i Finland. Nummela är beläget ca 44 kilometer nordväst om Helsingfors. Riksväg 2 till Björneborg går genom Nummela och även motorvägen Helsingfors-Åbo är nära belägen. Del av tätorten (259 invånare) ligger i Lojo stad.
Nummela kom till vid järnvägen mellan Hangö och Hyvinge på 1800-talet. Numera används järnvägen (Hyvinge–Karis-banan) bara av godståg. I Nummela finns även ett flygfält.

## Kända människor från Nummela
- Uma Aaltonen, författare
- Merikukka Forsius, politiker
- Veikko Helle, politiker
- Anssi Kela, sångare
- Jani Lakanen, orienterare
- Jani Sievinen, simmare
- Eeli Tolvanen, ishockeyspelare

## Befolkningsutveckling
| Befolkningsutvecklingen i Nummela 1960–2014 | Befolkningsutvecklingen i Nummela 1960–2014 | Befolkningsutvecklingen i Nummela 1960–2014 | Befolkningsutvecklingen i Nummela 1960–2014 | Befolkningsutvecklingen i Nummela 1960–2014 |
| ------------------------------------------- | ------------------------------------------- | ------------------------------------------- | ------------------------------------------- | ------------------------------------------- |
|                                             |                                             |                                             |                                             |                                             |
| År                                          |                                             |                                             | Folkmängd                                   | Landareal (km²)                             |
| 1960                                        | 1960                                        |                                             | 978                                         | 6,10                                        |
| 1970                                        | 1970                                        |                                             | 2 581                                       | 8,10                                        |
| 1980                                        | 1980                                        |                                             | 6 773                                       | 10,9                                        |
| 1990                                        | 1990                                        |                                             | 9 739                                       | 11,31                                       |
| 1995                                        | 1995                                        |                                             | 10 557                                      | 14,73                                       |
| 2000                                        | 2000                                        |                                             | 10 783                                      | 13,25                                       |
| 2005                                        | 2005                                        |                                             | 11 848                                      | 14,9                                        |
| 2010                                        | 2010                                        |                                             | 13 003                                      | 18,17                                       |
| 2011                                        | 2011                                        |                                             | 13 247                                      | 18,38                                       |
| 2012                                        | 2012                                        |                                             | 13 275                                      | 18,66                                       |
| 2013                                        | 2013                                        |                                             | 13 512                                      | 18,72                                       |
| 2014                                        | 2014                                        |                                             | 13 605                                      | 18,91                                       |